# Herald of Free Enterprise
Pour les articles homonymes, voir Herald.
Le Herald of Free Enterprise est un ferry de la compagnie britannique Townsend Thoresen qui assurait la liaison transmanche entre Zeebruges en Belgique et Douvres au Royaume-Uni. Son naufrage le 6 mars 1987 au large du port de Zeebruges fit 193 morts et demeure l'accident maritime le plus meurtrier de l'histoire du Royaume ainsi que l'une des  principales catastrophes survenues en Belgique en temps de paix.

## Historique du navire

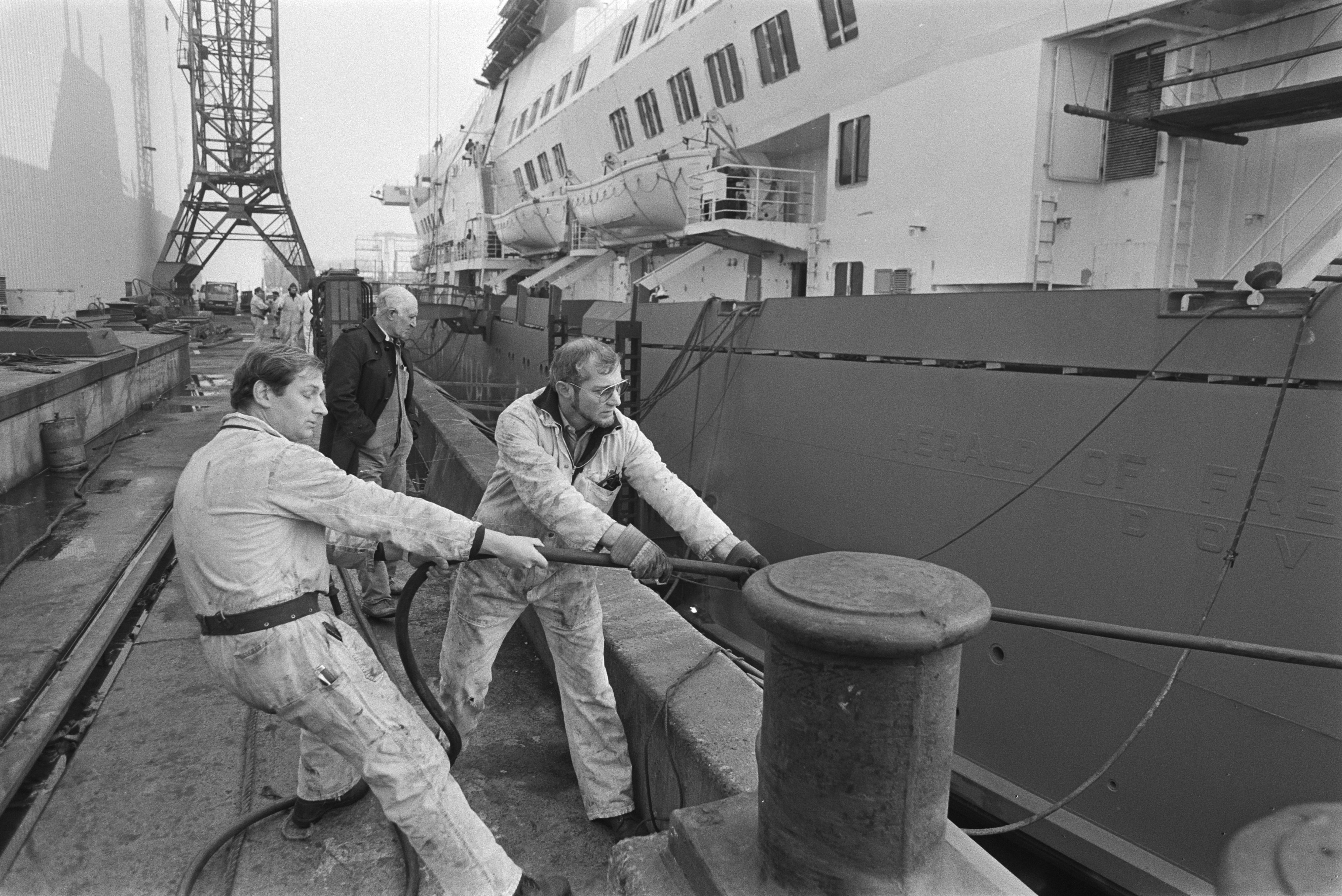
Le navire dans le port de Rotterdam en 1984.

Ce ferry a été construit par le chantier Schichau Unterweser AG de Bremerhaven, en Allemagne, en 1980, et armé par Townsend Thoresen. Il possède deux navires-jumeaux : le Pride of Free Enterprise et le Spirit of Free Enterprise.
Il assurait habituellement les liaisons transmanche entre Douvres et Calais en 75 minutes, et parfois entre Douvres et Zeebruges en 4 heures.
Après son naufrage, l’Herald a été renfloué et rebaptisé Flushing Range pour un dernier voyage vers Alang en Inde, pour être mis à la casse. L'ex-Pride of Free Enterprise est toujours en service, mais l'ex-Spirit of Free Enterprise a été détruit à Aliaga en 2012.

## Le naufrage
Le 6 mars 1987 vers 18 h, le Herald of Free Enterprise chavire juste après s'être éloigné du port de Bruges-Zeebruges de 1 500 mètres seulement. Sur 459 personnes présentes à bord, 193 vont perdre la vie, dont 4 portées disparues.
Le navire a appareillé avec ses portes avant ouvertes et, lorsqu'il a franchi les jetées et pris de la vitesse, l'eau a envahi le pont principal (pont de roulage). Cet envahissement a entraîné une perte de stabilité puis le chavirement.
Le navire a coulé en moins de deux minutes. Si l'épave ne s'était pas stabilisée sur le flanc bâbord sur un banc de sable, les pertes auraient probablement été bien supérieures. La profondeur de la mer n'est que de 10 mètres à cet endroit, le bateau mesurant 23 mètres de large, émergeait donc, couché, de 13 mètres au-dessus du niveau de la mer.

### Causes du naufrage
Le facteur dominant inhérent à leur structure est la faible stabilité de ce type de navire roll-on roll-off ou en abrégé « ro-ro ». Une quantité de liquide libre sur le pont principal engendre une perte de stabilité par effet de carène liquide et entraîne le chavirement, même par des conditions météorologiques bonnes. La compagnie l'avait fait venir sur la ligne de Zeebruges en raison du succès d'une opération promotionnelle ce jour-là (1 livre sterling par personne, soit 1,50 euro). Les quais de Zeebruges étant plus bas que ceux de Calais et de Douvres, le Herald a dû remplir ses ballasts d'eau de mer afin de positionner sa rampe d'accès à hauteur des quais. Dans ses ports habituels, (Calais et Douvres) l'ouverture des portes se situe à environ 4 mètres au-dessus de la surface de l'eau mais ce jour-là elle est plus proche de la ligne de flottaison.
Intercalé entre deux autres accostages programmés de ferry, le Herald est « pressé » par des impératifs commerciaux de laisser la place à quai aux autres navires. En retard sur l'horaire, le commandant demande la vitesse maximum, soit 18 nœuds (environ 33 km/h). Le Herald sort du port, commence à tanguer une première fois, l'eau entre dans le pont garage par la porte avant, le déstabilise, il prend de la gîte sur bâbord. Dans les espaces passagers, le mobilier et les éléments non fixés (comme les chaises), glissent vers bâbord, blessant au passage nombre de passagers. Les véhicules n'ont pas été saisis (les véhicules ne sont pas toujours tous saisis si les conditions météorologiques prévues pour la traversée sont bonnes), ils glissent alors avec la gîte tous sur bâbord (ce que l'on nomme un ripage de cargaison). Le navire coule, il reposera sur son flanc bâbord, échoué sur un banc de sable à 1 500 mètres des côtes. La moitié de sa largeur restera cependant au-dessus de la surface.

#### Chronologie des événements
| \| Herald of Free Enterprise Bruxelles \| Lieu du naufrage du Herald of Free Enterprise 51° 22′ 28″ N, 3° 11′ 26″ E |
| Herald of Free Enterprise Bruxelles                                                                                 |

Cette traversée de 19 h 8 n'était pas dans les horaires habituels de la compagnie Townsend Thoresen qui l'assurait. C'est un voyage supplémentaire qui avait été intercalé dans le mouvement habituel des ferries à cause d'une forte demande. Il y avait des militaires britanniques à ramener d'Allemagne et des voyageurs supplémentaires attirés par la fameuse opération promotionnelle réalisée auprès des lecteurs du tabloïd anglais The Sun. Habituellement, le Herald of Free Enterprise n'effectuait jamais la liaison Zeebruges - Douvres, étant affecté à la traversée Calais - Douvres. Il est venu en renfort en Belgique parce que le bâtiment initialement désigné avait une avarie. Mais à Zeebruges, les quais sont sensiblement plus bas qu'à Calais. Pour que les véhicules puissent avoir accès aux ponts-garages, il fallait que le Herald augmente son tirant d'eau avant, en remplissant d'eau de mer les ballasts prévus à cet effet. Idéalement, avant le départ, il aurait fallu fermer les portes mais aussi vidanger les ballasts, un travail de deux heures. Or le navire avait été glissé dans un programme portuaire déjà bien chargé. D'autres bateaux attendaient leur tour. Comme le dira un observateur, on a dû « chasser » le Herald du port. Au reste, il est parti avec cinq minutes de retard.
Pour récupérer le temps perdu, le capitaine a demandé la vitesse maximale, 18 nœuds, (33,3 km/h), ce qui a provoqué une vague d'étrave importante. Le ferry avait une assiette négative, conjuguée à un autre phénomène qui a amplifié ce mouvement : la faible profondeur en regard du tirant d'eau (le phénomène de surenfoncement) au sortir du port. La vitesse, l'assiette négative, le phénomène de squat et les portes ouvertes du ferry sont les quatre éléments qui ont mené au drame. À 1 500 mètres des côtes, lorsque des quantités d'eau (estimées à 200 tonnes par minute) sont entrées par les portes ouvertes, elles se sont dirigées vers le flanc bâbord du ferry et l'ont déséquilibré. Les véhicules ont alors glissé vers ce même côté. Le poids conjugué des masses d'eau, des voitures et des poids lourds, a fait dangereusement gîter le bateau. Au point qu'une de ses trois hélices se trouvait hors de l'eau lorsque le capitaine a ordonné une manœuvre de marche arrière. Pousser sur une seule hélice [? deux sur trois étaient dans l'eau ?], c'est, comme l'expliquait un capitaine, « foncer en voiture avec un pneu crevé ». Cette fois le ferry était complètement déséquilibré. Le Herald s'est alors couché sur son flanc bâbord.

#### Bilan des pertes humaines

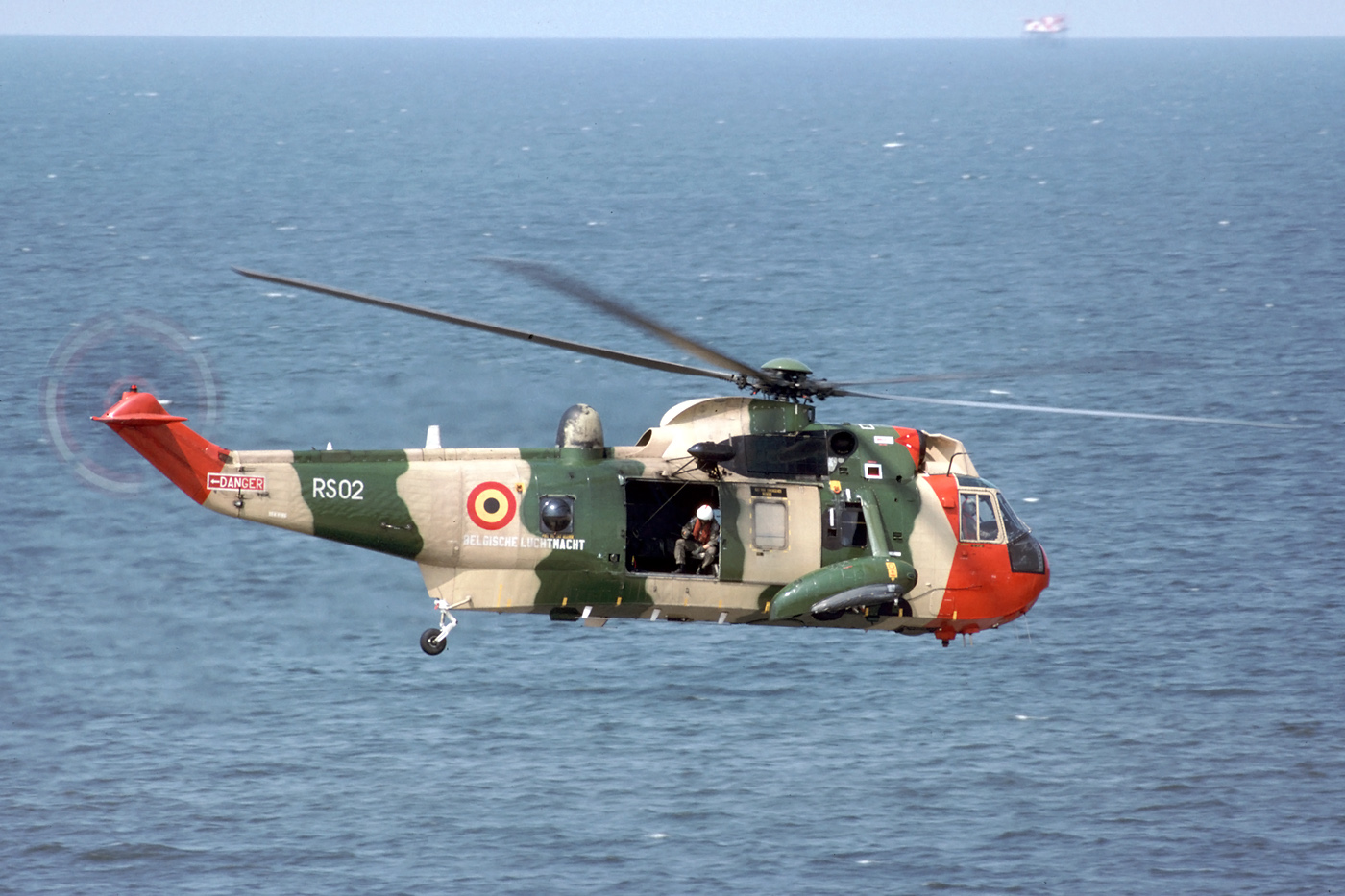
Les Sea King de la héliportée de Coxyde participèrent activement aux sauvetages.

Malgré le nombre important de morts (193), l'ampleur de la catastrophe aurait été plus dramatique encore si trois éléments ne s'étaient pas conjugués pour la limiter : 
1. le navire s'est retourné à faible profondeur, laissant une grande partie de sa coque hors de l'eau ;
2. la présence, tout à côté du Herald, du Sanderus, un petit dragueur qui rentrait au port. C'est ce bateau, témoin du drame, qui donnera l'alerte car le ferry, en panne totale d'électricité, n'avait pu le faire ;
3. des manœuvres navales de l'OTAN se tenaient au large de la côte belge durant cette première semaine de mars 1987 ; des moyens de secours étaient donc rapidement disponibles.

Le Herald vient de quitter le port et n'a parcouru qu'environ trois quarts de mille marin (moins de 1 500 mètres). Le Sanderus est en train de le croiser lorsque des marins du bord constatent que tous les feux du ferry s'éteignent. Dans la nuit tombante, ils aperçoivent le Herald qui se couche sur le flanc bâbord dans un fracas épouvantable. Les radars du port n'ont pas détecté le naufrage. À bord du ferry, impossible de donner l'alerte. Ce sont les membres de l'équipage du Sanderus qui lanceront un appel de détresse capté par Ostende-Radio à 19 h 26, 18 minutes après le départ. Ostende-radio alerte le contrôle du port de Zeebruges mais aussi la 40e escadrille héliportée de la Force aérienne belge, basée à Coxyde, et spécialiste dans le sauvetage en mer.
En réalité, un plan catastrophe existe. Cinq minutes à peine après le signal de détresse, un bateau est sur les lieux. Une minute plus tard, le treuil d'un hélicoptère dépose le premier plongeur. Douze minutes après l'alerte, huit ambulances sont sur le port. Pour en obtenir davantage, le gouverneur de la province de Flandre-Occidentale a ordonné que la route entre Bruges et Zeebruges soit interdite à la circulation et réservée aux véhicules de secours. En mer, où la nuit est tombée, c'est la Force navale qui coordonne les opérations de sauvetage avec l'appui des unités militaires britanniques, allemandes et néerlandaises alors en manœuvre dans les parages. Elle est aidée aussi par six hélicoptères de la Royal Air Force arrivés sur place vers minuit, amenant un renfort de quarante hommes grenouilles. Vers 20 h 25, une heure après l'alerte, les premiers rescapés sont accueillis à terre. La France apporte son aide en envoyant la vedette de la SNSM de Dunkerque Jean-Bart qui arrive sur zone à 23 h 15 et patrouille jusqu'à 5 h 30 à la recherche de naufragés.

#### Les fameuses portes ouvertes

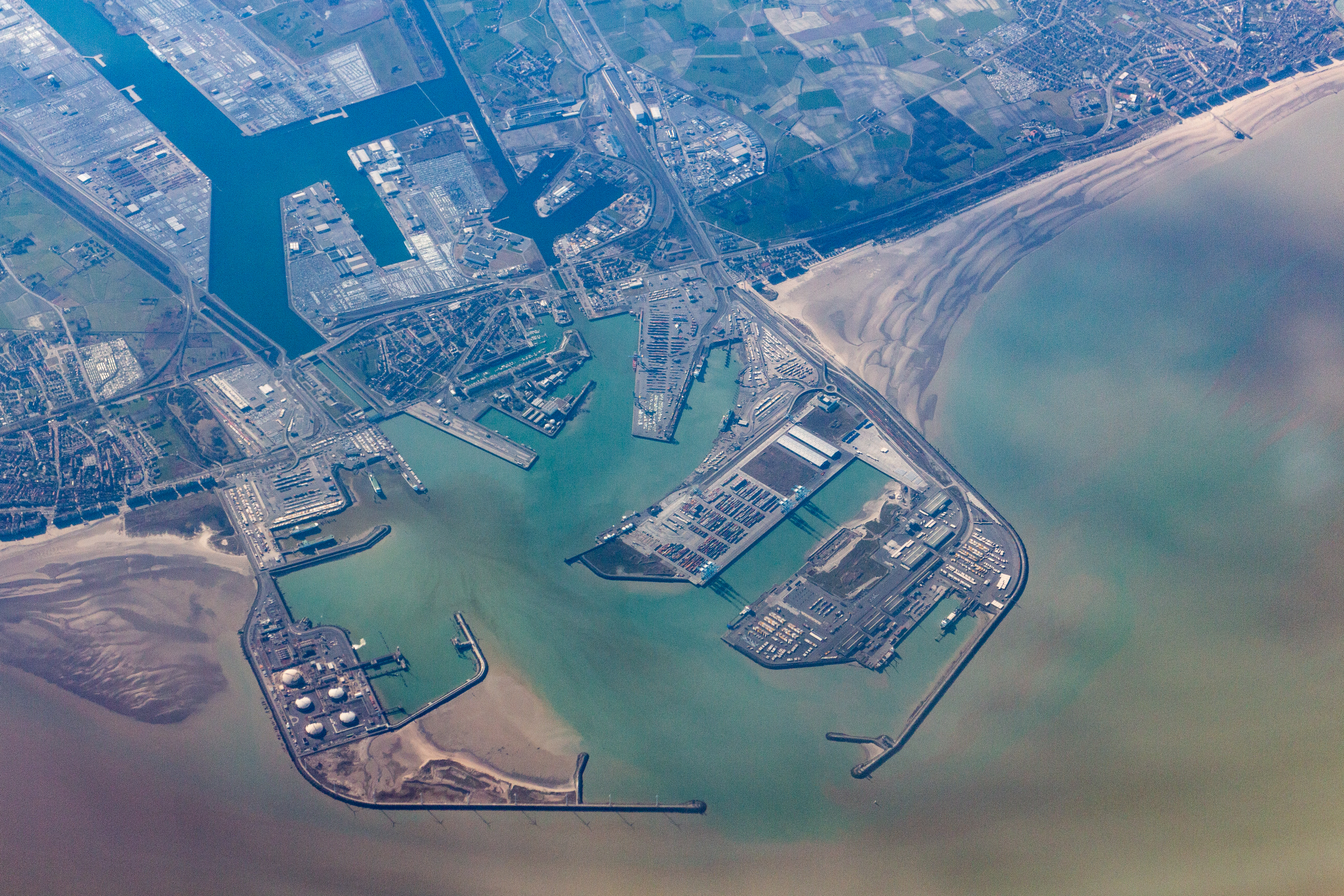
Le port de Zeebruges, vu du ciel.

Les premiers témoignages coïncidaient sur un point qui allait véritablement créer un choc dans l'opinion : il était désormais certain que le Herald of Free Enterprise avait quitté le port et était parti en mer toutes portes ouvertes et ce aussi bien à l'avant qu'à l'arrière. La question de ces portes restées ouvertes fut la problématique centrale du procès qui s'est tenu à Douvres à la fin de cette année 1987. C'est sur cette base que trois hommes ont été poursuivis : le capitaine du Herald, David Lewry, son second mais aussi le marin chargé de la fermeture de ces portes. L'enquête apportera son lot de rebondissements qui paraîtront incroyables au regard de la catastrophe engendrée.
Tout d'abord le marin chargé de fermer les portes, Mark Stanley, avait, de son propre aveu, bu un peu de rhum quatre heures avant l'accident. À l'heure du départ du ferry, il dormait dans sa cabine. S'ajoute ce qui sera appelé « l'affaire des chaussures ». Dans les moments qui précèdent l'appareillage, un officier fait un appel à l'équipage : « Chacun à son poste ! » Ce jour-là, l'officier est passé dans les couloirs. Il savait que lorsque Stanley, le marin préposé aux portes, était dans sa cabine, celui-ci ôtait ses chaussures et les laissait toujours devant la porte. Ce 6 mars, il n'y avait pas de chaussures devant la porte de la cabine. L'officier en a donc conclu que Stanley ne se trouvait pas dans sa cabine et donc était à son poste. Un journal anglais[Lequel ?] titrera ainsi : « Deux cents morts pour une paire de chaussures. »
Les marins considéraient qu'il n'y avait guère de danger à naviguer portes ouvertes dans la mesure où celles-ci se trouvent habituellement à trois, voire quatre mètres au-dessus du niveau de la mer. Ainsi, par mer calme, il arrivait qu'un bâtiment fasse toute la traversée portes ouvertes. Le deuxième élément, c'est que ces portes sont celles par lesquelles entraient les voitures et les camions (81 voitures et 47 poids lourds embarqués pour cette traversée). Sur les ferries, le personnel considérait que le fait de laisser les portes ouvertes pendant un certain temps après le départ était une mesure d'hygiène car cela permettait d'évacuer plus rapidement les gaz d'échappement. Autre argument aux yeux des responsables de traversée : le gain de temps. Les sociétés reconnaissaient qu'il y avait certes un risque, mais on parlait alors de « risque calculé ».

#### Erreurs humaines
Des erreurs humaines ont été notées :
- le navire avait au départ du port une assiette négative (tirant d'eau avant supérieur au tirant d'eau arrière) ;
- l'assistant du maître d'équipage, qui était chargé de fermer les portes, était endormi dans sa cabine, après avoir tout juste terminé son service de maintenance et de propreté ;
- le maître d'équipage a remarqué que les portes étaient toujours ouvertes, mais ne les a pas fermées car cela ne faisait pas partie de ses fonctions ;
- pour le commandant, il est évident que les portes étaient fermées à l'appareillage, sauf avis contraire, mais personne n'a averti la passerelle. Les procédures écrites n'étaient pas vraiment claires à ce sujet.

Le second capitaine, chargé du contrôle de la fermeture des portes, affirme qu'il pensait avoir vu l'assistant maître d'équipage en chemin. Le second capitaine devait également être à la passerelle 15 minutes avant l'appareillage.
John Butler était steward à bord du Herald. Le 6 mars, il se trouvait à l'arrière du bateau, au bureau d'enregistrement des camions, lorsqu'il aperçoit ce qui lui semble être une fuite d'eau. L'enquête établira que John Butler a utilisé le téléphone intérieur du navire à deux reprises afin de signaler une voie d'eau et, cinq minutes avant le naufrage, il a même déclenché un signal d'alarme.

### Rapports
Au premier abord les fautes à l'origine de ce désastre sont les erreurs ou omissions du commandant, du second capitaine et de l'assistant du maître d'équipage, et aussi le fait que le commandant n'ait pas mis en place des procédures écrites claires.
Mais après enquête, il a été démontré que la faute venait aussi de tous les niveaux hiérarchiques de la compagnie. La direction ne s'est pas posé la question des procédures à mettre en place pour la sécurité de ses navires.
Le manque de procédures et de directives claires de la part de la direction à terre a été un facteur aggravant. La direction comme le commandement ont été jugés négligents. Le commandant en passerelle n'avait à sa disposition ni un écran, ni même un témoin lumineux, lui donnant l'information sur la position des portes avant (ouvertes ou fermées).
Deux ans auparavant, le commandant d'un autre transbordeur de la même compagnie, à la suite d'un presque-incident similaire, avait demandé l'installation en passerelle de témoins d'état des portes avant. La direction avait traité cette demande avec dérision.
Il est avéré que les pertes humaines auraient pu être réduites si les passagers étaient restés en cabine ou sur le pont. En effet, afin de réduire le coût de la traversée, des passagers dormant dans leurs véhicules ne payaient que le trajet et pas la cabine. Cette astuce, pourtant interdite, a été employée par de nombreux chauffeurs routiers qui se sont retrouvés prisonniers de leurs véhicules lorsque ceux-ci ont rippé avec la cargaison, les entraînant vers la mort.[réf. nécessaire]

## Conséquences
À la suite du drame du Herald of Free Enterprise, des témoins d'état des portes avant ont été rendus obligatoires sur tous les navires transbordeurs ro-ro (1989). Les règlements relatifs à la construction de tels navires ont été révisés, rendant notamment obligatoires l'installation de portes étanches. Le règlement précise également que ces portes doivent être fermées et verrouillées avant le départ du navire (1990).
Ce désastre a été à l'origine de la mise en place de l'ISM (International Safety Management).
Pour la première fois en Belgique, les équipes de sauveteurs et de plongeurs ont bénéficié d'un soutien psychosocial conçu et mis en place par le psychologue militaire Luc Quintyn avec des confrères britanniques. Cette démarche a jeté les bases de la création du centre de psychologie de crise au sein de l'Hôpital Militaire de l'armée belge.
La compagnie Townsend Thoresen a, par nécessité, changé de nom : elle prend le nom P&O European Ferries le 22 octobre 1987.

## L'épave: un mois pour redresser le bateau

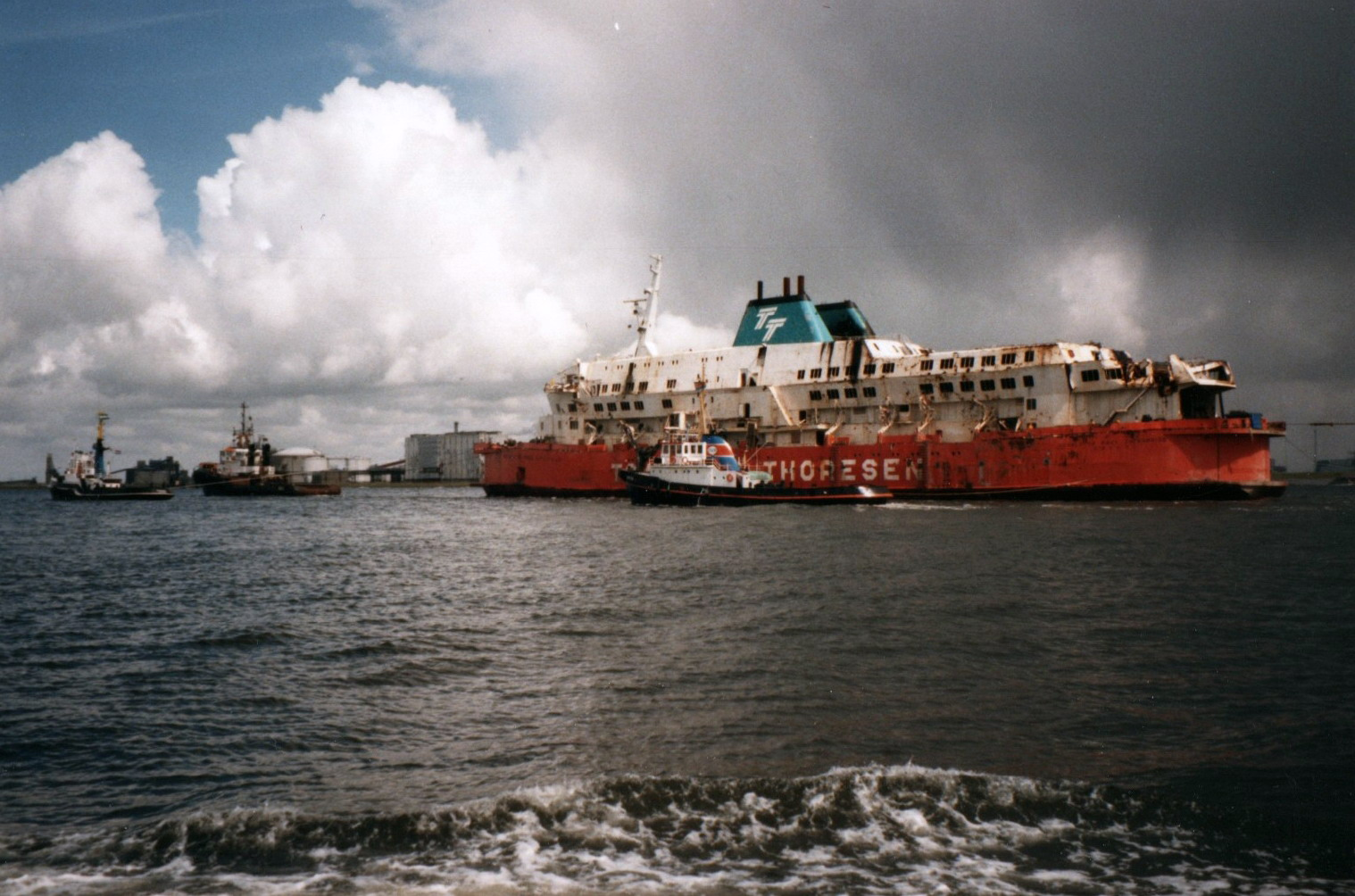
L'épave après le renflouement.

Le naufrage a lieu le vendredi soir et dès le dimanche, deux gigantesques bateaux-grues s'approchaient du Herald of Free Enterprise qui, désormais, cessait d'être sous la responsabilité de la Force navale.
Deux sociétés spécialisées, une anversoise et une néerlandaise, se donnaient trente-cinq jours pour remorquer le Herald dans le port de Zeebruges. Le renflouement durera en fait cinquante jours, soit un mois pour redresser le navire (effectif au 7 avril) et vingt jours pour le remorquer au port (27 avril).
L'opération se déroula en plusieurs étapes. D'abord, il a fallu enfoncer dans le fond marin seize pieux d'ancrage de trente mètres de hauteur et 1,40 mètre de diamètre ; y installer ensuite deux pontons de 100 mètres pour y fixer les treuils qui permettront, avec l'aide des deux bateaux-grues, de relever le Herald. Il a fallu ensuite souder, sur sa coque, 64 points d'ancrage et fixer entre eux des câbles d'acier.
Les travaux sont perturbés par des tempêtes, le 20 mars et le 28 mars. Mais le 7 avril, les équipes sont prêtes à redresser le bateau enfoncé alors dans trois mètres de sable. On pense alors qu'à raison de 17 cm par minute, le travail prendra entre 4 et 6 heures. En réalité, l'opération va se révéler beaucoup plus délicate que prévu. Le danger, c'est que l'épave ne supporte pas la pression et se déchire. Le travail commence dans la brume, à 8 h 20. Il s'achèvera peu après 17 heures, au bout de 9 heures d'effort.
Le 7 avril, l'épave du Herald est redressée mais repose toujours sur son banc de sable. Elle ne sera remorquée au port de Zeebruges que le 27 avril, vingt jours plus tard. Dans un premier temps, la priorité est de récupérer un maximum de corps des victimes pour pouvoir les rendre aux familles. Ensuite, des trous sont percés tandis que d'autres sont colmatés. En effet, il faut percer au-dessus de la ligne de flottaison pour permettre l'écoulement des 21 000 tonnes d'eau et, surtout, de sable qui se sont engouffrées à l'intérieur du bateau et qui l'alourdissent redoutablement. Dans le même temps, il faut colmater les brèches sous ou sur la ligne de flottaison, mais aussi les portes et les hublots du navire. Par ailleurs, l'eau est pompée continuellement.
Le renflouement est aussi confronté à de mauvaises conditions météorologiques. Des vents de nord-ouest d'une violence exceptionnelle (force 10 sur l'échelle de Beaufort), provoquent la rupture de câbles d'acier et on craint sérieusement un deuxième naufrage du ferry. En fait, le bâtiment va de nouveau gîter mais pas plus de 15 degrés. La tempête fait perdre 3 à 4 jours de travail et, surtout, elle ouvre une nouvelle brèche dans le bateau. Il faut alors lever le Herald pour glisser des câbles d'acier en dessous et pour procéder à un nouveau colmatage. Les plongeurs doivent effectuer ce travail à marée basse : ils ne disposent alors que de deux heures par jour. Pour soulever le ferry, on rappelle les deux spectaculaires bateaux-grues qui pourront, lorsque tout sera fini, le remorquer enfin dans le port le lundi 27 avril à 13 heures.

## Controverse sur la fin duHerald of Free Enterprise
Le Herald of Free Enterprise fut revendu pour la casse. Lors de son transfert, il connaîtra un nouvel incident. Alors qu'il est tracté par un remorqueur, une tempête se déclare, les câbles de remorquage se sont brisés et le Herald s'éloigne dangereusement, au point de disparaître de la vue de l'équipage du remorqueur. On a craint un second naufrage, avant de pouvoir le récupérer.
Après cela, le ferry a été remorqué à Kaohsiung où il a été détruit.
Selon le site web lanceur d'alerte de l’association Robin des Bois, il n'est pas complètement impensable que le navire ait été réparé pour reprendre du service, à l'image de l’European Gateway.

### Documentaires télévisés
- Désastre du Ferry Zeebrugge, 5e épisode de la 2e saison de La Minute de vérité sur National Geographic Channel et sur Direct 8.